# Эгейская кошка
Эгейская кошка (греч. γάτα του Αιγαίου gáta tou Aigaíou) — аборигенная порода кошек, родиной которых являются Кикладские острова (Греция) в Эгейском море. Считается одной из древнейших пород и одной из первых одомашненных кошек. Считается естественной кошкой, развивающейся без вмешательства человека. Разработка эгейской кошки как официальной породы началась в начале 1990-х годов заводчиками молодой греческой кошки, но эта разновидность до сих пор не признана ни одной крупной организацией любителей и селекционеров. Считается единственной аборигенной греческой разновидностью кошек.

## История
Эгейская — это порода кошек, возникшая естественным путём. Много веков её представители жили на Кикладских островах в Эгейском море, где им приходилось бороться за выживание и еду. Поэтому кошки породы хорошие охотники и рыболовы.
Постепенно они стали перебираться ближе к людскому жилью и морским портам, чтобы добыть там пищу. Дружелюбные к людям кошки оказались отличными мышеловами, и, в благодарность за избавление от грызунов, местные моряки стали охотно подкармливать их остатками улова и приручать. Именно рыбаки и привезли их на материк, где они быстро распространились.
В 1990 году особенности эгейских кошек были замечены учёными, выяснившими, что эти животные являются особой популяцией, обладающей характерным набором генов. В это же время на них обратили внимание греческие заводчики. Они начали проводить селекционную работу, но ни одна фелинологическая организация так и не признала этих кошек отдельной разновидностью из-за их сходства с простыми, беспородными котами.
Порода считается экспериментальной и за пределы Греции вывозится очень мало, так как её представители внешне мало отличаются от обычных дворовых котов.

## Внешность

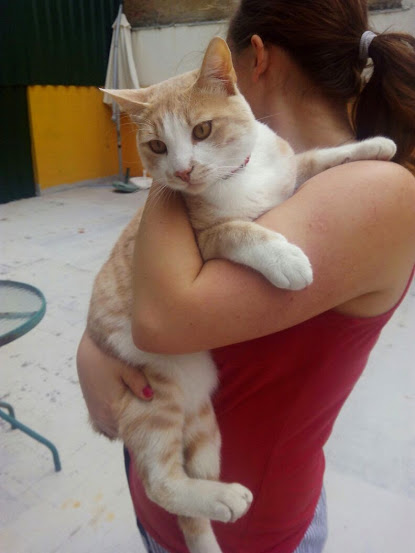
7-месячный домашний эгейский котенок может достичь размеров и физического состояния своих взрослых собратьев из материковой Европы

Стандарта породы, зафиксированного международными организациями, не существует.
Эгейские кошки — животные среднего размера, пропорционального, достаточно плотного, мускулистого телосложения. Представители породы относятся к средней весовой категории. Вес котов — 4-5 кг, вес кошек — 3-4 кг. Высота взрослой особи составляет от 25 до 28 см в холке. У них слегка вытянутое туловище, длинный ровный хвост и сильные конечности, которые заканчиваются круглыми лапами с длинными острыми когтями.
В связи с тем, что порода не признана фелинологическими организациями, установлены экспериментальные стандарты:
Голова — среднего размера, клиновидная, со сглаженными углами. Имеет широкий лоб, сильный подбородок, крупные скулы, заостренную морду с маленькими подушечками вибрисс;
Глаза — миндалевидные, их внутренние уголки немного скошены внутрь. Бывают обведены чёрным контуром. Цвет радужной оболочки варьируется в зависимости от окраса шерсти и имеет все оттенки зелёного и жёлтого;
Нос — короткий, с широкой, прямой переносицей и мочкой всех оттенков розового цвета;
Уши — среднего размера, широко расставлены, у основания довольно широкие, на кончиках — зауженные. Обильно опушены снаружи и слабо — внутри;
Туловище — гармонично сложенное развитое, гибкое, мускулистое с широкой грудной клеткой. Живот подтянутый. Шея длинная, мощная и сильная;
Конечности — длинные, сильные, поджарые, пропорциональны туловищу. Подушечки лап округлые, с крепкими, цепкими когтями.
Хвост — прямой, широкий у основания, но сужающийся к кончику. Покрыт густой шерстью, более длинной, чем на теле. Его длина приблизительно равна длине тела.
Шерсть — средней длины, густая, плотно прилегает к телу, в меру пушистая в области хвоста и «воротника». Шелковистая и мягкая. Подшёрсток отсутствует.
Окрас — биколор, трёхцветный или (реже) табби. Основной цвет — чистый белый, которого должно быть не менее 50 %. Дополнительные цвета могут быть любыми: серый, голубой, коричневый, рыжий, кремовый, чёрный. Цветные пятна могут встречаться на голове, спине, лапах, хвосте и ушах.

### Недостатки
Неправильные пропорции тела, белый окрас, заломы на хвосте, слепота, патологии слуха, недостаточно развитые конечности.

## Здоровье
Кошки этой породы, как правило, имеют крепкое здоровье и хороший иммунитет. У них не выявлено каких-либо наследственных и системных заболеваний. Продолжительность их жизни может достигать 15 лет, но в среднем составляет 12-13 лет.

## Характер
Сдержанные и дружелюбные эгейские кошки не проявляют агрессии по отношению к человеку. Хорошо относятся ко всем членам семьи, но выбирают из них одного хозяина, к ритму жизни и требованиям которого адаптируются.
Не настырны, но любят внимание и ласку, а также прогулки на улице, так как любознательны и очень подвижны.
Несмотря на интеллект высокого уровня и покладистость, не поддаются дрессировке, так как очень независимы.
Спокойно и доброжелательно относятся к незнакомцам. Любят детей и проявляют по отношению к ним максимальную терпимость.
Неревнивы, поэтому прекрасно ладят с другими животными. Однако, из-за охотничьего инстинкта, мелких животных (хомяков, мышей и других), а также рыб и птиц могут воспринимать как добычу.